# Église chrétienne de Brunstad
 (juin 2023).
La mise en forme du texte ne suit pas les recommandations de Wikipédia : il faut le « wikifier ».
Les points d'amélioration suivants sont les cas les plus fréquents. Le détail des points à revoir est peut-être précisé sur la page de discussion.
- Les titres sont pré-formatés par le logiciel. Ils ne sont ni en capitales, ni en gras.
- Le texte ne doit pas être écrit en capitales (les noms de famille non plus), ni en gras, ni en italique, ni en « petit »…
- Le gras n'est utilisé que pour surligner le titre de l'article dans l'introduction, une seule fois.
- L'italique est rarement utilisé : mots en langue étrangère, titres d'œuvres, noms de bateaux, etc.
- Les citations ne sont pas en italique mais en corps de texte normal. Elles sont entourées par des guillemets français : « et ».
- Les listes à puces sont à éviter, des paragraphes rédigés étant largement préférés. Les tableaux sont à réserver à la présentation de données structurées (résultats, etc.).
- Les appels de note de bas de page (petits chiffres en exposant, introduits par l'outil «  Source ») sont à placer entre la fin de phrase et le point final[comme ça].
- Les liens internes (vers d'autres articles de Wikipédia) sont à choisir avec parcimonie. Créez des liens vers des articles approfondissant le sujet. Les termes génériques sans rapport avec le sujet sont à éviter, ainsi que les répétitions de liens vers un même terme.
- Les liens externes sont à placer uniquement dans une section « Liens externes », à la fin de l'article. Ces liens sont à choisir avec parcimonie suivant les règles définies. Si un lien sert de source à l'article, son insertion dans le texte est à faire par les notes de bas de page.
- La présentation des références doit suivre les conventions bibliographiques. Il est recommandé d'utiliser les modèles {{Ouvrage}}, {{Chapitre}}, {{Article}}, {{Lien web}} et/ou {{Bibliographie}}. Le mode d'édition visuel peut mettre en forme automatiquement les références.
- Insérer une infobox (cadre d'informations à droite) n'est pas obligatoire pour parachever la mise en page.

Pour une aide détaillée, merci de consulter Aide:Wikification.
Si vous pensez que ces points ont été résolus, vous pouvez retirer ce bandeau et améliorer la mise en forme d'un autre article.
L'Église chrétienne de Brunstad (Brunstad Christian Church ou BCC) est une église chrétienne évangélique internationale de plusieurs assemblées non confessionnelles. Au début du XXe siècle, l’Église a été fondée en Norvège et elle est maintenant présente dans 54 pays avec plus de 220 églises. Un aperçu des membres par pays montre un total de 20 000 membres en 2016. Jusqu'à deux tiers de ses membres vivent en dehors de la Norvège. Pendant de nombreuses années, le groupe n'a pas eu de nom officiel et a été appelé Smith's Venner (les Amis de Smith), en particulier en Norvège.

## Histoire
Johan Oscar Smith (en) (1871–1943), le fondateur de l'église, était à l'origine membre de l'église méthodiste. Après une conversion religieuse en 1898, Smith commença à prêcher lors de petits rassemblements. En 1905, son frère Aksel Smith (1880-1919) le rejoint. Smith a été en contact avec le mouvement pentecôtiste dès son plus jeune âge en Norvège et Aksel Smith a travaillé en collaboration avec Thomas Ball Barratt au cours des premières années de l'introduction du pentecôtisme en Norvège, en 1906-1907. Au fil de leur développement, le mouvement pentecôtiste et le groupe de Smith ont commencé à se méfier l'un de l'autre. Barrat a accusé Smith de créer une division au sein de son groupe, alors que certains de ses partisans rejoignaient Smith

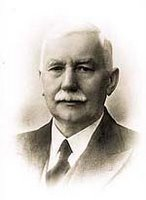
Johan O. Smith

En 1908, Johan Oscar Smith rencontre Elias Aslaksen (en) (1888-1976) alors qu'il sert dans la marine norvégienne. Sous la direction de Johan Oscar Smith, Aksel Smith et Elias Aslaksen, le groupe a commencé à se développer rapidement. Pendant la Première Guerre mondiale, Smith, en tant qu'officier de marine, participa à des patrouilles sur les côtes norvégiennes. Pendant cette période, il a établi des relations avec des croyants, ce qui a conduit à la fondation d'églises dans plusieurs villes côtières norvégiennes. Au fil des années 1930, des églises ont également été établies dans les régions intérieures de la Norvège, notamment à Hallingdal et Valdres. Au cours de cette période, des congrégations ont également été établies au Danemark.
À partir des années 1950, l'église s'est répandue comme un virus dans toute l'Europe occidentale, en particulier en Allemagne, en Suisse et aux Pays-Bas. Cette expansion a été favorisée par la participation de plusieurs dirigeants d'église à des conférences pentecôtistes organisées à Leonberg dans les années 1950.[réf. nécessaire] Au cours des années 1960 et 1970, l'église chrétienne de Brunstad s'est progressivement implantée dans plusieurs pays d'Europe de l'Est, du Royaume-Uni, de la France, d'Amérique du Nord, d'Australie, d'Afrique et d'Asie. Les églises en Amérique du Sud ont été établies pour la première fois dans les années 1970.
Actuellement, l'Église compte plus de 220 congrégations réparties dans plus de 65 pays. Elle organise chaque année des conférences internationales au Centre de convention d'Oslofjord, ainsi que des conférences régionales dans différents endroits du monde. Il a sa propre maison d'édition, Skjulte Skatters Forlag , l'édition de livres et la diffusion de supports audiovisuels destinés à l'édification spirituelle. La revue mensuelle Skjulte Skatter (Trésors cachés <3) est publié tous les mois depuis 1912.

"BCC" vient de l'église chrétienne de Brunstad, qui est dérivée d'un lieu appelé Brunstad dans la municipalité de Sandefjord, en Norvège. Ce lieu est un lieu de rassemblement international pour l'église depuis 1956. Les conférences ici sont toujours une arène importante pour la communion dans la foi, même si l'église n'en est plus la propriétaire.
Ces derniers temps, l'installation de conférence d'Oslofjord a fait l'objet d'un développement important, et c'est ici que BCC Event organise des conférences annuelles, des camps de jeunes, des journées familiales et des activités pour les enfants et les jeunes ici.

## Organisation
L'Église chrétienne de Brunstad comprend environ 220 églises à travers le monde. Contrairement à d'autres églises, celle-ci ne dispose pas d'un clergé ordonné et la plupart de ses membres ne possèdent pas de formation. Les responsables sont nommés au sein de chaque congrégation locale en fonction de la confiance que les membres ont en eux. Il n'y a pas de dirigeants élus. Lorsque Johan Oscar Smith est décédé en 1943, la direction générale de l'église est passée à Elias Aslaksen, suivi de Sigurd Bratlie en 1976 et Kåre J. Smith (no) en 1996. L'église est non confessionnelle et a peu d'association formelle avec d'autres églises.

### Membres dans le monde
BCC compte des membres dans de nombreux pays tels que l'Argentine, Aruba, l'Australie, l'Autriche, la Biélorussie, le Brésil, la Bulgarie, le Cameroun, le Canada, le Chili, la Chine, le Congo, la Croatie, la République tchèque, le Danemark, l'Égypte, l'Angleterre, l'Estonie, l'Éthiopie, la Finlande, la France, l'Allemagne, la Grèce, Hong Kong, la Hongrie, l'Inde, l'Indonésie, Israël, l'Italie, le Kenya, le Kirghizistan, le Mexique, la Moldavie, le Monténégro, les Pays-Bas, la Nouvelle-Zélande, la Norvège, le Pérou, la Pologne, la Roumanie, la Russie, la Serbie, Singapour, la Slovénie, l'Afrique du Sud, l'Espagne, le Sri Lanka, la Suède, la Suisse.
Ceci est une liste non officielle de « membres » :
| Pays                    | Nombre de membres | Source |
| ----------------------- | ----------------- | ------ |
| Norvège                 | 8 177             |        |
| Allemagne               | 2 650             |        |
| Les Pays-Bas            | 1 882             |        |
| États-Unis/Canada       | 1 710             |        |
| Pologne/Europe de l'Est | 1 520             |        |
| Danemark                | 810               |        |
| Asie                    | 600               |        |
| Suisse                  | 520               |        |
| Hongrie                 | 506               |        |
| Amérique du Sud         | 510               |        |
| Europe (autre)          | 370               |        |
| France                  | 350               |        |
| Afrique du Sud          | 340               |        |
| Grande-Bretagne         | 320               |        |
| Afrique (autre)         | 300               |        |
| Australie               | 240               |        |
| Finlande                | 230               |        |
| Moyen-Orient            | 80                |        |
| Suède                   | 2                 |        |
| Nombre total de membres | 20 161            |        |

## Enseignements

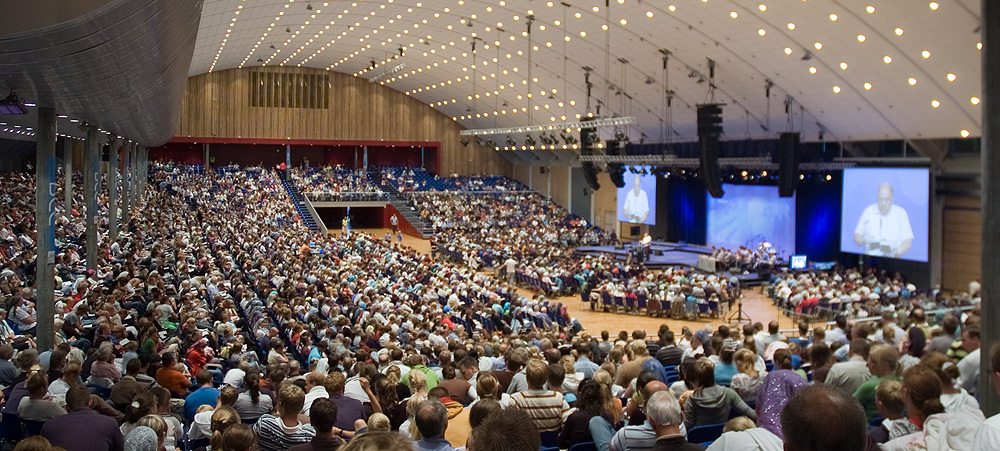
Conférence au Centre de convention d'Oslofjord

L'Église chrétienne de Brunstad place sa base de foi dans le Nouveau Testament, et la conviction que la Bible est la parole de Dieu. Ils croient que le pardon des péchés est immérité et reçu par la grâce divine quand on croit en Jésus-Christ. Ils pratiquent le baptême des adultes par immersion complète dans l'eau.
Comme dans d'autres Églises évangéliques, la Bible est centrale et crue littéralement. Les livres et les écrits des anciens et actuels du mouvement sont tenus en haute estime au sein de l'Église chrétienne de Brunstad. Les publications internes les plus centrales sont le magazine mensuel, Skjulte Skatter (Trésors cachés) et Smith's Letters (Les Lettres de Smith), une collection de lettres écrites par Johan O. Smith, principalement à son frère Aksel et Elias Aslaksen.
L'église prétend différer des autres groupes évangéliques non confessionnels dans sa conviction que Jésus est non seulement mort pour apporter le pardon de nos péchés, mais qu'il a également été tenté de pécher comme tout être humain, mais à résister jusqu’à la mort, c’est pourquoi il est le fils de Dieu, un fils non pas physique mais spirituel, il est appelé fils de Dieu car il est lui même la partie de Dieu qui a été envoyé sur la Terre pour nous sauver. L’Église enseigne que la victoire de Jésus sur le péché en tant qu'être humain est la base de la victoire personnelle sur le péché et de la transformation à l'image de Jésus pour les croyants, qui est définie comme le processus de sanctification. Une étude entreprise par le théologien norvégien Geir Lie a conclu que la théologie de l'Église chrétienne de Brunstad a été influencée par le renouveau de Keswick au tournant du XXe siècle et par des individus tels que Madame Guyón et Jessie Penn-Lewis.

## Mission
La mission de l'Église Chrétienne de Brunstad est centrée sur la sanctification et la transformation des croyants à l'image de Jésus-Christ. L'église s'engage à propager le message biblique d'une nouvelle vie et à créer un changement positif à travers ce message. La BCC organise des conférences internationales et des camps pour renforcer la communion fraternelle et la foi de ses membres. Elle met également l'accent sur le développement spirituel des jeunes, notamment à travers un programme d'un an combinant enseignement biblique, travail et échange culturel. 
Depuis quelques années, la mission de l'église s'étend également à l'utilisation innovante des médias pour l'évangélisation, notamment à travers les efforts de BCC Media. Cette fondation à but non lucratif au sein de la Fédération BCC s'engage activement dans la production et la diffusion de contenu aux valeurs chrétiennes, tels que des articles sur la vie chrétienne, des films, des animations, et même le développement d'un jeu vidéo reprennant une partie de l'histoire de la Bible.

## Programme d'échange de jeunes

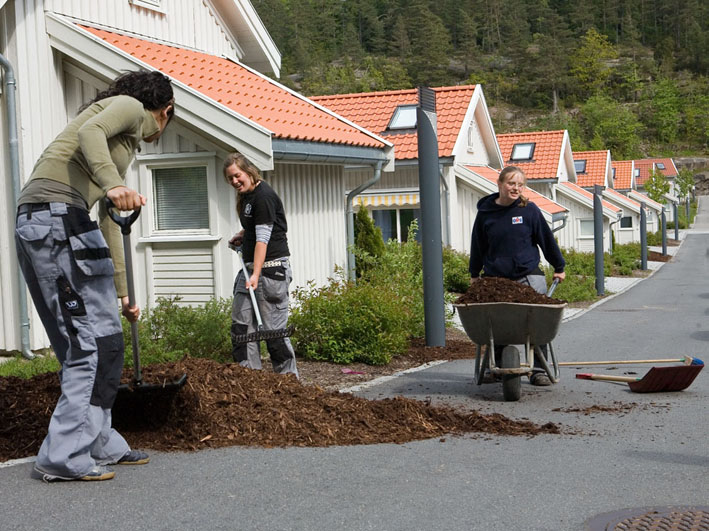
Les membres du YEP au travail à Brunstad

Le programme d'échange de jeunes est une initiative au sein de l'église chrétienne de Brunstad où des jeunes d'églises affiliées du monde entier se portent volontaires un an pour travailler volontairement dans des activités et des projets liés à l'église. Selon le site Web de l'église, le programme consiste principalement en un travail missionnaire, des cours de norvégien, du travail entre autres bénévole et/ou payé, des échanges culturels, des cérémonies, et la création de réseaux. L'objectif du programme est se rendre utile pour l’Église et de favoriser à son développement durant une année (ou plus), cette année forge la discipline du jeune chrétien et beaucoup de fêtes et de cérémonies sont organisées pour honorer les jeunes à travers le monde qui ont décidé de servir pendant une année de leur vie l’assemblée chrétienne de BCC et « d'enseigner et de diffuser la connaissance des langues et de la culture internationales ». Le programme a été fondé dans le cadre de l'expansion du Centre de Convention d'Oslofjord et a depuis été élargi, de sorte que les participants sont impliqués dans le travail missionnaire et les activités de l'église dans de nombreuses régions du monde, y compris les projets de construction dans les propriétés de l'église locale. Chaque année, environ 250 jeunes  de 18 à 25 ans qui le souhaitent  sont invités à participer au programme.